# Artère circonflexe fémorale latérale
L'artère circonflexe fémorale latérale (ou artère circonflexe fémorale externe ou artère circonflexe antérieure de la cuisse) est une artère du membre inférieur située dans la partie supérieure de la cuisse.

## Origine
L'artère circonflexe fémorale latérale nait du côté latéral de l'artère profonde de la cuisse et c'est la plus grande collatérale de cette dernière.

### Variation
L'artère circonflexe fémorale latérale peut naitre directement de l'artère fémorale (15% des cas) ou d'un tronc commun avec l'artère circonflexe fémorale médiale (1% des cas)

## Trajet
L'artère circonflexe fémorale latérale passe latéralement en avant du col fémoral horizontalement entre les divisions du nerf fémoral. Il passe en arrière du muscle sartorius et du muscle droit fémoral.

### Variation
Une variante rare, dans laquelle l'artère fémorale circonflexe latérale passe en arrière du nerf fémoral, a été rapportée. Cette variation peut avoir un impact important en chirurgie orthopédique.

## Collatérales
L'artère circonflexe fémorale latérale se divise en trois rameaux :
- le rameau ascendant de l'artère circonflexe fémorale latérale,
- le rameau descendant de l'artère circonflexe fémorale latérale,
- le rameau transverse de l'artère circonflexe fémorale latérale.

### Rameau ascendant de l'artère circonflexe fémorale latérale
Le rameau ascendant de l'artère fémorale circonflexe latérale se dirige vers le haut, sous le muscle tenseur du fascia lata, jusqu'à la face latérale de la hanche et s'anastomose avec les branches terminales des artères glutéale supérieure et circonflexe iliaque profonde.

### Rameau descendant de l'artère circonflexe fémorale latérale
Le rameau descendant de l'artère fémorale circonflexe latérale descend derrière le muscle droit fémoral et sur le muscle vaste latéral auquel il donne des rameaux vasculaires.
Une longue branche descend dans le muscle jusqu'au genou et s'anastomose avec l'artère supéro-latérale du genou. Il est accompagné du nerf du quadriceps jusqu'au muscle vaste latéral.

#### Variation
Le rameau descendant de l'artère circonflexe fémorale latérale peut également naître directement de l'artère fémorale (3% des cas).

### Rameau transverse de l'artère circonflexe fémorale latérale
Le rameau transverse est la plus petite branche de l'artère circonflexe fémorale latérale et passe latéralement sur le muscle vaste intermédiaire, perce le muscle vaste latéral et s'enroule autour du fémur, juste en dessous du grand trochanter.
Il s'anastomose à l'arrière de la cuisse avec l'artère circonflexe fémorale médiale, l'artère glutéale inférieure et les artères perforantes de la cuisse et contribue au réseau anastomotique de la hanche.

## Zone de vascularisation
L'artère fémorale circonflexe latérale vascularise principalement les muscles latéraux de la cuisse latérale : les muscles vaste latéral, vaste intermédiaire et droit fémoral.
Elle contribue de façon moins importante que l'artère fémorale circonflexe médiale à la vascularisation du col fémoral et de la tête fémorale.